# Edward G. Robinson junior
Edward Goldenberg Robinson junior (* 19. März 1933 in Los Angeles, Kalifornien; † 26. Februar 1974 ebenda) war ein US-amerikanischer Schauspieler und einziger Sohn des gleichnamigen Schauspielers Edward G. Robinson.

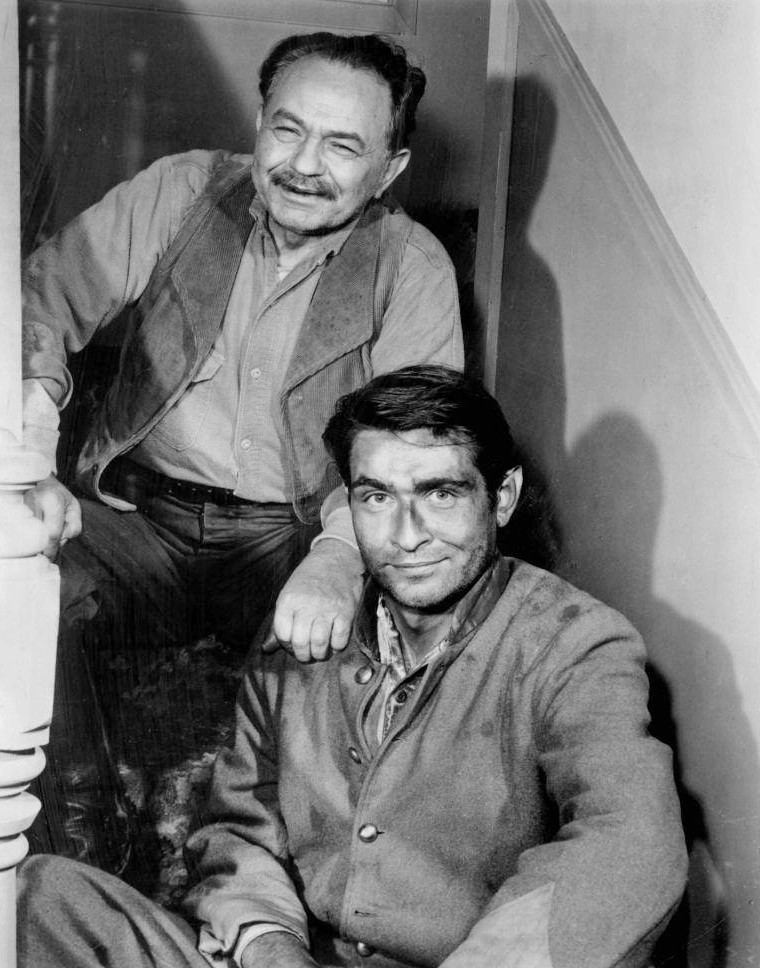
Edward G. Robinson mit Edward G. Robinson, Jr. Zane Grey Theater 1962

## Leben
Edward G. Robinson wurde als einziges Kind des Filmstars Edward G. Robinson und seiner Ehefrau Gladys Lloyd geboren. Sein Vater war mit Filmen wie Der kleine Cäsar zu einem populären Filmstar geworden und so stand sein Sohn schon früh im Licht der Öffentlichkeit. Doch der Sohn entwickelte sich nicht wie gewollt: Mit 16 Jahren verletzte er sich selbst und beschädigte zwei Autos. Mit 19 Jahren heiratete er die Schauspielerin Frances Chisholm. Am 27. März 1953 wurde die gemeinsame Tochter Francesca Gladys Robinson geboren. Die Ehe wurde nach insgesamt drei Jahren geschieden. Robinson Jr. wurde mehrmals inhaftiert, wegen seiner Alkoholprobleme pöbelte er in der Öffentlichkeit und fuhr betrunken Auto. Bei einer seiner betrunkenen Autofahrten kam es zu einem Unfall, bei dem ein Mann sein Auge verlor. Während einer seiner Inhaftierungen schrieb er zusammen mit William R. Duffy seine Biografie My Father, My Son. Das Buch erhielt bei seiner Veröffentlichung im Jahre 1958 vernichtende Kritiken.
1952 gab er sein Filmdebüt im billigen Science-Fiction-Film Invasion gegen USA. 1958 spielte er im Film Panzer-Spähtrupp Totenkopf von Alfred E. Green eine der Hauptrollen. Der Film handelt von vier Soldaten, die mit ihrem Panzer hinter Feindeslinien geraten. Mit Marilyn Monroe spielte er in den Filmen Bus Stop und Manche mögen’s heiß. Ursprünglich sollte sein Vater ebenfalls in Manche mögen's heiß mitspielen, doch der wollte nicht erneut mit George Raft zusammenarbeiten, da er sich schon einmal mit ihm geprügelt hatte. Um seinem Freund einen Gefallen zu tun, verpflichtete Billy Wilder dessen Sohn für die kleine Nebenrolle des Johnny Paradise, des Mörders von Rafts Figur. Ebenso trat Robinson als Gastdarsteller in über einem Dutzend Fernsehserien auf, darunter Am Fuß der blauen Berge, Rauchende Colts und Get Smart.
Von 1963 bis 1965 war Robinson Jr. mit Ruth Elaine Conte verheiratet gewesen; die Ehe wurde geschieden. Seine letzte Ehe mit Nan Elizabeth Morris hielt von 1970 bis zu seinem Tod. Durch seine zahlreichen Alkoholprobleme war Robinsons Gesundheit bereits mit 38 Jahren so angeschlagen, dass sein Anwalt den Richter bei einer Verhandlung warnte, dass er drei Monate im Gefängnis vielleicht nicht überleben könnte.  Er starb 1974 im Alter von 40 Jahren an einem Herzinfarkt, nur ein Jahr nach seinem Vater.

## Filmografie (Auswahl)
- 1952: Invasion gegen USA (Invasion U.S.A.)
- 1956: Mit blanker Waffe (Screaming Eagles)
- 1956: Bus Stop
- 1958: Panzer-Spähtrupp Totenkopf (Tank Battalion)
- 1959: Manche mögen’s heiß (Some Like It Hot)
- 1959: Abenteuer im wilden Westen (Zane Grey Theater, Fernsehserie, Folge 3x25)
- 1959: Rauchende Colts (Gunsmoke, Fernsehserie, Folge 4x39)
- 1960: Besuch auf einem kleinen Planeten (Visit to a Small Planet)
- 1960: Stunde der Entscheidung (Markham, Fernsehserie, Folge 1x43)
- 1960: Am Fuß der blauen Berge (Laramie, Fernsehserie, Folge 2x12)
- 1969: Mini-Max (Get Smart, Fernsehserie, Folge 5x02)
- 1969: The Monk (Fernsehfilm)
- 1969: The Name of the Game (Fernsehserie, Folge 2x13)
- 1970: Planet der Giganten (Land of the Giants, Fernsehserie, Folge 2x19)
- 1970: Bracken’s World (Fernsehserie, 3 Folgen)
- 1971: Um 9 Uhr geht die Erde unter (City Beneath the Sea, Fernsehfilm)